# Вудмер
Вудмер (англ. Woodmere) — территориальная единица округа Нассау, Лонг-Айленд, штата Нью-Йорк, США. Население в 2000 году составило 16 447 человек. В районе существует влиятельная еврейская община, в одной из семей которой родился известный политик Харви Милк.